# دايفيد كين
دايفيد كين (بالإنجليزية: David Keen)‏ هو عالم إنسان بريطاني، ولد في 21 سبتمبر 1958.